# ديفيد كوهن (صحفي)
ديفيد كوهن (بالإنجليزية: David Cohen)‏ هو صحفي أمريكي، ولد في 1963.